# AFC Champions League 2008
De AFC Champions League 2008 was de zesde editie van dit voetbaltoernooi voor clubteams dat jaarlijks door de Asian Football Confederation (AFC) wordt georganiseerd.
Titelhouder was Urawa Red Diamonds uit Japan. Het toernooi werd gewonnen door Gamba Osaka uit Japan door in de finale over twee wedstrijden Adelaide United uit Australië over twee wedstrijden (3-0, 2-0) te verslaan. Met de eindoverwinning kwalificeerde Gamba Osaka zich tevens voor het wereldkampioenschap voetbal voor clubs 2008, waarbij de vaste plaats voor het organiserende land (Japan) werd vergeven aan de verliezend finalist van dit toernooi.

## Deelname
De vijftien beste/sterkste landen van de AFC mochten elk twee deelnemers in de Champions League laten meespelen, met uitzondering van Thailand en Vietnam (1 club). Titelhouder Urawa Red Diamonds was de 29e club die deelnam.
Centraal- en West-Azië
 Irak,  Iran,  Koeweit,  Oezbekistan,  Qatar,  Saoedi-Arabië,  Syrië,  Verenigde Arabische Emiraten
Oost-Azië
 Australië,  China,  Indonesië,  Japan,  Thailand,  Vietnam,  Zuid-Korea
Omdat de competitie en beker in Indonesië niet voor januari 2008 was afgelopen besloot de AFC om deze twee plaatsen te vergeven aan Thailand en Vietnam die zodoende ook met twee clubs deelnamen.

## Wedstrijden

### Groepsfase
Titelhouder Urawa Red Diamonds was tot de kwartfinale vrij gesteld van spelen. In de deze fase moesten 28 clubs in zeven groepen van vier strijden voor de overige zeven plaatsen in de kwartfinale.
Speeldata
1e wedstrijd: 12 maart
2e wedstrijd: 19 maart
3e wedstrijd: 9 april
4e wedstrijd: 23 april
5e wedstrijd: 7 mei
6e wedstrijd: 21 en 22 mei

#### Groep A
| Team              | Pld | W | D | L | GF | GA | GD | Pts |
| ----------------- | --- | - | - | - | -- | -- | -- | --- |
| PFC Kuruvchi      | 6   | 4 | 1 | 1 | 8  | 2  | 6  | 13  |
| Al-Ittihad Djedda | 6   | 3 | 0 | 3 | 6  | 5  | 1  | 9   |
| Sepahan FC        | 6   | 2 | 1 | 3 | 5  | 8  | −3 | 7   |
| Al-Ittihad Aleppo | 6   | 2 | 0 | 4 | 4  | 8  | −4 | 6   |

|               |            |         |                                        |                                                                                       |
| 12 maart 2008 | Sepahan FC | 0 – 2   | Al-Ittihad Aleppo                      | Foolad Shahr Stadium, Isfahan, Iran Toeschouwers: 15.000 Scheidsrechter: Ben Williams |
| 12 maart 2008 |            | Verslag | Jésus Gomez 21' Abdul Fattah Alaga 87' | Foolad Shahr Stadium, Isfahan, Iran Toeschouwers: 15.000 Scheidsrechter: Ben Williams |

|               |                   |         |              | |
| 12 maart 2008 | Al-Ittihad Djedda | 1 – 0   | PFC Kuruvchi | Prince Abdullah al-Faisal Stadium, Djedda, Saoedi-Arabië Toeschouwers: 7.500 Scheidsrechter: Yuichi Nishimura |
| 12 maart 2008 | Magno Alves 80'   | Verslag |              | Prince Abdullah al-Faisal Stadium, Djedda, Saoedi-Arabië Toeschouwers: 7.500 Scheidsrechter: Yuichi Nishimura |

|               |                   |         |                   |                                                                                                   |
| 19 maart 2008 | Al-Ittihad Aleppo | 0 – 1   | Al-Ittihad Djedda | Aleppo International Stadium, Aleppo, Syrië Toeschouwers: 41.000 Scheidsrechter: Abdullah Balideh |
| 19 maart 2008 |                   | Verslag | Magno Alves 78'   | Aleppo International Stadium, Aleppo, Syrië Toeschouwers: 41.000 Scheidsrechter: Abdullah Balideh |

|               |                                       |         |            |                                                                                             |
| 19 maart 2008 | PFC Kuruvchi                          | 2 – 0   | Sepahan FC | MHSK Stadium, Tasjkent, Oezbekistan Toeschouwers: 13.000 Scheidsrechter: Fareed Al Marzouqi |
| 19 maart 2008 | Ulugbek Bakayev 61' Timur Kapadze 80' | Verslag |            | MHSK Stadium, Tasjkent, Oezbekistan Toeschouwers: 13.000 Scheidsrechter: Fareed Al Marzouqi |

|              |                   |     |              |                                             |
| 9 april 2008 | Al-Ittihad Aleppo | 0–2 | PFC Kuruvchi | Aleppo International Stadium, Aleppo, Syria |
| 9 april 2008 |                   |     |              | Aleppo International Stadium, Aleppo, Syria |

|              |            |     |                   |                                     |
| 9 april 2008 | Sepahan FC | 2–1 | Al-Ittihad Djedda | Foolad Shahr Stadium, Isfahan, Iran |
| 9 april 2008 |            |     |                   | Foolad Shahr Stadium, Isfahan, Iran |

|               |              |     |                   |                                     |
| 23 april 2008 | PFC Kuruvchi | 1–0 | Al-Ittihad Aleppo | MHSK Stadium, Tasjkent, Oezbekistan |
| 23 april 2008 |              |     |                   | MHSK Stadium, Tasjkent, Oezbekistan |

|               |                   |     |            |                                                          |
| 23 april 2008 | Al-Ittihad Djedda | 0–1 | Sepahan FC | Prince Abdullah al-Faisal Stadium, Djedda, Saoedi-Arabië |
| 23 april 2008 |                   |     |            | Prince Abdullah al-Faisal Stadium, Djedda, Saoedi-Arabië |

|            |                   |     |            |                                             |
| 7 mei 2008 | Al-Ittihad Aleppo | 2–1 | Sepahan FC | Aleppo International Stadium, Aleppo, Syrië |
| 7 mei 2008 |                   |     |            | Aleppo International Stadium, Aleppo, Syrië |

|            |              |     |                   |                                     |
| 7 mei 2008 | PFC Kuruvchi | 2–0 | Al-Ittihad Djedda | MHSK Stadium, Tasjkent, Oezbekistan |
| 7 mei 2008 |              |     |                   | MHSK Stadium, Tasjkent, Oezbekistan |

|             |            |     |              |                                     |
| 21 mei 2008 | Sepahan FC | 1–1 | PFC Kuruvchi | Foolad Shahr Stadium, Isfahan, Iran |
| 21 mei 2008 |            |     |              | Foolad Shahr Stadium, Isfahan, Iran |

|             |                   |     |                   |                                                          |
| 21 mei 2008 | Al-Ittihad Djedda | 3–0 | Al-Ittihad Aleppo | Prince Abdullah al-Faisal Stadium, Djedda, Saoedi-Arabië |
| 21 mei 2008 |                   |     |                   | Prince Abdullah al-Faisal Stadium, Djedda, Saoedi-Arabië |

#### Groep B
| Team                     | Pld | W | D | L | GF | GA | GD | Pts |
| ------------------------ | --- | - | - | - | -- | -- | -- | --- |
| Saipa FC                 | 6   | 3 | 3 | 0 | 7  | 3  | 4  | 12  |
| Al-Quwa Al-Jawiya Bagdad | 6   | 2 | 2 | 2 | 5  | 5  | 0  | 8   |
| Al-Wasl SC Dubai         | 6   | 2 | 1 | 3 | 5  | 7  | −2 | 7   |
| Kuwait SC                | 6   | 1 | 2 | 3 | 4  | 6  | −2 | 5   |

|               |                  |         |                          | |
| 12 maart 2008 | Al-Wasl SC Dubai | 0 – 1   | Al-Quwa Al-Jawiya Bagdad | Zabeel Stadium, Dubai, Verenigde Arabische Emiraten Toeschouwers: 7.500 Scheidsrechter: Khalil Ibrahim Al Ghamdi |
| 12 maart 2008 |                  | Verslag | Ali Alwan 32'            | Zabeel Stadium, Dubai, Verenigde Arabische Emiraten Toeschouwers: 7.500 Scheidsrechter: Khalil Ibrahim Al Ghamdi |

|               |                  |         |                      | |
| 12 maart 2008 | Kuwait SC        | 1 – 1   | Saipa FC             | Al Kuwait Sports Club Stadium, Koeweit, Koeweit Toeschouwers: 7.000 Scheidsrechter: Abdulrahman Abdou |
| 12 maart 2008 | Khalid Sa'ad 44' | Verslag | Milad Zaynadpour 66' | Al Kuwait Sports Club Stadium, Koeweit, Koeweit Toeschouwers: 7.000 Scheidsrechter: Abdulrahman Abdou |

|               |                          |       |           |                                                                                                  |
| 19 maart 2008 | Al-Quwa Al-Jawiya Bagdad | 0 – 0 | Kuwait SC | Al Kuwait Sports Club Stadium, Koeweit, Koeweit Toeschouwers: 4.000 Scheidsrechter: Muhsen Basma |
| 19 maart 2008 | Verslag                  |       |           | Al Kuwait Sports Club Stadium, Koeweit, Koeweit Toeschouwers: 4.000 Scheidsrechter: Muhsen Basma |

|               |                                      |         |                  |                                                                                  |
| 19 maart 2008 | Saipa FC                             | 2 – 0   | Al-Wasl SC Dubai | Enghelab Stadium, Karaj, Iran Toeschouwers: 8.000 Scheidsrechter: Masaaki Iemoto |
| 19 maart 2008 | Issa Traore 45' Karim Ansarifard 57' | Verslag |                  | Enghelab Stadium, Karaj, Iran Toeschouwers: 8.000 Scheidsrechter: Masaaki Iemoto |

|              |                   |     |          |                                                 |
| 9 april 2008 | Al-Quwa Al-Jawiya | 0–1 | Saipa FC | Al Kuwait Sports Club Stadium, Koeweit, Koeweit |
| 9 april 2008 |                   |     |          | Al Kuwait Sports Club Stadium, Koeweit, Koeweit |

|              |                  |     |           |                                                     |
| 9 april 2008 | Al-Wasl SC Dubai | 0–0 | Kuwait SC | Zabeel Stadium, Dubai, Verenigde Arabische Emiraten |
| 9 april 2008 |                  |     |           | Zabeel Stadium, Dubai, Verenigde Arabische Emiraten |

|               |          |     |                          |                               |
| 23 april 2008 | Saipa FC | 1–1 | Al-Quwa Al-Jawiya Bagdad | Enghelab Stadium, Karaj, Iran |
| 23 april 2008 |          |     |                          | Enghelab Stadium, Karaj, Iran |

|               |           |     |                  |                                                 |
| 23 april 2008 | Kuwait SC | 2–1 | Al-Wasl SC Dubai | Al Kuwait Sports Club Stadium, Koeweit, Koeweit |
| 23 april 2008 |           |     |                  | Al Kuwait Sports Club Stadium, Koeweit, Koeweit |

|            |                          |     |                  |                                                        |
| 7 mei 2008 | Al-Quwa Al-Jawiya Bagdad | 1–2 | Al-Wasl SC Dubai | Al Kuwait Sports Club Stadium, Koeweit (stad), Koeweit |
| 7 mei 2008 |                          |     |                  | Al Kuwait Sports Club Stadium, Koeweit (stad), Koeweit |

|            |          |     |           |                               |
| 7 mei 2008 | Saipa FC | 1–0 | Kuwait SC | Enghelab Stadium, Karaj, Iran |
| 7 mei 2008 |          |     |           | Enghelab Stadium, Karaj, Iran |

|             |                  |     |          |                                                     |
| 21 mei 2008 | Al-Wasl SC Dubai | 1–1 | Saipa FC | Zabeel Stadium, Dubai, Verenigde Arabische Emiraten |
| 21 mei 2008 |                  |     |          | Zabeel Stadium, Dubai, Verenigde Arabische Emiraten |

|             |           |     |                          |                                                 |
| 21 mei 2008 | Kuwait SC | 1–2 | Al-Quwa Al-Jawiya Bagdad | Al Kuwait Sports Club Stadium, Koeweit, Koeweit |
| 21 mei 2008 |           |     |                          | Al Kuwait Sports Club Stadium, Koeweit, Koeweit |

#### Groep C
| Team            | Pld | W | D | L | GF | GA | GD | Pts |
| --------------- | --- | - | - | - | -- | -- | -- | --- |
| Al-Karamah Homs | 6   | 3 | 2 | 1 | 8  | 3  | 5  | 11  |
| Al-Wahda FC     | 6   | 2 | 3 | 1 | 6  | 7  | −1 | 9   |
| Al-Sadd Doha    | 6   | 1 | 3 | 2 | 6  | 8  | −2 | 6   |
| Al-Ahli Djedda  | 6   | 0 | 4 | 2 | 5  | 7  | −2 | 4   |

|               |                       |         |                |                                                                                  |
| 12 maart 2008 | Al-Sadd Doha          | 2 – 1   | Al-Ahli Djedda | Al Sadd Stadium, Doha, Qatar Toeschouwers: 6.000 Scheidsrechter: Ravshan Irmatov |
| 12 maart 2008 | Emerson 6' Felipe 26' | Verslag | Val Baiano 73' | Al Sadd Stadium, Doha, Qatar Toeschouwers: 6.000 Scheidsrechter: Ravshan Irmatov |

|               |                                                            |         |                       | |
| 12 maart 2008 | Al-Karamah Homs                                            | 4 – 1   | Al-Wahda FC           | Khaled bin Walid Stadium, Homs, Syrië Toeschouwers: 30.000 Scheidsrechter: Abdullah Mohamed Al Hilali |
| 12 maart 2008 | Feras Esmaeel 3' Zyad Chaabo 27' 48' Mohammad Al Hamwi 80' | Verslag | Mohamed Al Shehhi 83' | Khaled bin Walid Stadium, Homs, Syrië Toeschouwers: 30.000 Scheidsrechter: Abdullah Mohamed Al Hilali |

|               |                |         |                       | |
| 19 maart 2008 | Al-Ahli Djedda | 1 – 1   | Al-Karamah Homs       | Prince Abdullah al-Faisal Stadium, Djedda, Saoedi-Arabië Toeschouwers: 15.000 Scheidsrechter: Sun Baojie |
| 19 maart 2008 | Al Thagafi 15' | Verslag | Mohammad Al Hamwi 44' | Prince Abdullah al-Faisal Stadium, Djedda, Saoedi-Arabië Toeschouwers: 15.000 Scheidsrechter: Sun Baojie |

|               |                                 |         |                                | |
| 19 maart 2008 | Al-Wahda FC                     | 2 – 2   | Al-Sadd Doha                   | Al-Nahyan Stadium, Abu Dhabi, Verenigde Arabische Emiraten Toeschouwers: 1000 Scheidsrechter: Ben Williams |
| 19 maart 2008 | Pinga 17' Mohamed Al Shehhi 85' | Verslag | Carlos Tenorio 44' Emerson 71' | Al-Nahyan Stadium, Abu Dhabi, Verenigde Arabische Emiraten Toeschouwers: 1000 Scheidsrechter: Ben Williams |

|              |                |     |             |                                                          |
| 9 april 2008 | Al-Ahli Djedda | 0–0 | Al-Wahda FC | Prince Abdullah al-Faisal Stadium, Djedda, Saoedi-Arabië |
| 9 april 2008 |                |     |             | Prince Abdullah al-Faisal Stadium, Djedda, Saoedi-Arabië |

|              |              |     |                 |                              |
| 9 april 2008 | Al-Sadd Doha | 0–2 | Al-Karamah Homs | Al Sadd Stadium, Doha, Qatar |
| 9 april 2008 |              |     |                 | Al Sadd Stadium, Doha, Qatar |

|               |             |     |                |                                                            |
| 23 april 2008 | Al-Wahda FC | 2–1 | Al-Ahli Djedda | Al-Nahyan Stadium, Abu Dhabi, Verenigde Arabische Emiraten |
| 23 april 2008 |             |     |                | Al-Nahyan Stadium, Abu Dhabi, Verenigde Arabische Emiraten |

|               |                 |     |              |                                       |
| 23 april 2008 | Al-Karamah Homs | 1–0 | Al-Sadd Doha | Khaled bin Walid Stadium, Homs, Syrië |
| 23 april 2008 |                 |     |              | Khaled bin Walid Stadium, Homs, Syrië |

|            |                |     |              |                                                          |
| 7 mei 2008 | Al-Ahli Djedda | 2–2 | Al-Sadd Doha | Prince Abdullah al-Faisal Stadium, Djedda, Saoedi-Arabië |
| 7 mei 2008 |                |     |              | Prince Abdullah al-Faisal Stadium, Djedda, Saoedi-Arabië |

|            |             |     |                 |                                                            |
| 7 mei 2008 | Al-Wahda FC | 1–0 | Al-Karamah Homs | Al-Nahyan Stadium, Abu Dhabi, Verenigde Arabische Emiraten |
| 7 mei 2008 |             |     |                 | Al-Nahyan Stadium, Abu Dhabi, Verenigde Arabische Emiraten |

|             |              |     |             |                              |
| 21 mei 2008 | Al-Sadd Doha | 0–0 | Al-Wahda FC | Al Sadd Stadium, Doha, Qatar |
| 21 mei 2008 |              |     |             | Al Sadd Stadium, Doha, Qatar |

|             |                 |     |                |                                       |
| 21 mei 2008 | Al-Karamah Homs | 0–0 | Al-Ahli Djedda | Khaled bin Walid Stadium, Homs, Syrië |
| 21 mei 2008 |                 |     |                | Khaled bin Walid Stadium, Homs, Syrië |

#### Groep D
| Team               | Pld | W | D | L | GF | GA | GD | Pts |
| ------------------ | --- | - | - | - | -- | -- | -- | --- |
| Qadsia SC          | 6   | 3 | 2 | 1 | 8  | 7  | 1  | 11  |
| Pakhtakor Tasjkent | 6   | 3 | 2 | 1 | 13 | 6  | 7  | 11  |
| Arbil FC           | 6   | 2 | 2 | 2 | 8  | 11 | −3 | 8   |
| Al-Gharrafa Doha   | 6   | 0 | 2 | 4 | 3  | 8  | −5 | 2   |

|               |                    |         |                  |                                                                                                 |
| 12 maart 2008 | Pakhtakor Tasjkent | 0 – 1   | Qadsia SC        | MHSK Stadium, Tasjkent, Oezbekistan Toeschouwers: 12,000 Scheidsrechter: Subkhiddin Mohd Salleh |
| 12 maart 2008 |                    | Verslag | Ahmad Ajab 90+1' | MHSK Stadium, Tasjkent, Oezbekistan Toeschouwers: 12,000 Scheidsrechter: Subkhiddin Mohd Salleh |

|               |                    |         |                  |                                                                                        |
| 12 maart 2008 | Arbil FC           | 1 – 1   | Al-Gharrafa Doha | Prince Mohammed Stadium, Zarqa, Jordanië Toeschouwers: 250 Scheidsrechter: Talaat Najm |
| 12 maart 2008 | Muslim Mubarak 61' | Verslag | Araújo 13'       | Prince Mohammed Stadium, Zarqa, Jordanië Toeschouwers: 250 Scheidsrechter: Talaat Najm |

|               |                      |       |                             |                                                                    |
| 19 maart 2008 | Qadsia SC            | 1 – 1 | Arbil FC                    | Mohammed Al-Hamad Stadium Scheidsrechter: Khalil Ibrahim Al Ghamdi |
| 19 maart 2008 | Khalaf Al Salama 81' |       | Ahmad Salah Alwan 28' (pen) | Mohammed Al-Hamad Stadium Scheidsrechter: Khalil Ibrahim Al Ghamdi |

|               |                               |         |                                           |                                                                     |
| 19 maart 2008 | Al-Gharrafa Doha              | 2 – 2   | Pakhtakor Tasjkent                        | Al-Gharafa Stadium Toeschouwers: 2,000 Scheidsrechter: Lee Gi Young |
| 19 maart 2008 | Younis Mahmoud 57' Araújo 65' | Verslag | Asror Aliqulov 68' Zaynitdin Tadjiyev 85' | Al-Gharafa Stadium Toeschouwers: 2,000 Scheidsrechter: Lee Gi Young |

|              |           |     |                  |                           |
| 9 april 2008 | Qadsia SC | 1–0 | Al-Gharrafa Doha | Mohammed Al-Hamad Stadium |
| 9 april 2008 |           |     |                  | Mohammed Al-Hamad Stadium |

|              |                    |     |          |                                     |
| 9 april 2008 | Pakhtakor Tasjkent | 2–0 | Arbil FC | MHSK Stadium, Tasjkent, Oezbekistan |
| 9 april 2008 |                    |     |          | MHSK Stadium, Tasjkent, Oezbekistan |

|               |                  |     |           |                    |
| 23 april 2008 | Al-Gharrafa Doha | 0–1 | Qadsia SC | Al-Gharafa Stadium |
| 23 april 2008 |                  |     |           | Al-Gharafa Stadium |

|               |          |     |                    |                                          |
| 23 april 2008 | Arbil FC | 1–5 | Pakhtakor Tasjkent | Prince Mohammed Stadium, Zarqa, Jordanië |
| 23 april 2008 |          |     |                    | Prince Mohammed Stadium, Zarqa, Jordanië |

|            |           |     |                    |                           |
| 7 mei 2008 | Qadsia SC | 2–2 | Pakhtakor Tasjkent | Mohammed Al-Hamad Stadium |
| 7 mei 2008 |           |     |                    | Mohammed Al-Hamad Stadium |

|            |                  |     |          |                    |
| 7 mei 2008 | Al-Gharrafa Doha | 0–1 | Arbil FC | Al-Gharafa Stadium |
| 7 mei 2008 |                  |     |          | Al-Gharafa Stadium |

|             |                    |     |                  |                                     |
| 21 mei 2008 | Pakhtakor Tasjkent | 2–0 | Al-Gharrafa Doha | MHSK Stadium, Tasjkent, Oezbekistan |
| 21 mei 2008 |                    |     |                  | MHSK Stadium, Tasjkent, Oezbekistan |

|             |          |     |           |                                          |
| 21 mei 2008 | Arbil FC | 4–2 | Qadsia SC | Prince Mohammed Stadium, Zarqa, Jordanië |
| 21 mei 2008 |          |     |           | Prince Mohammed Stadium, Zarqa, Jordanië |

#### Groep E
| Team            | Pld | W | D | L | GF | GA | GD  | Pts |
| --------------- | --- | - | - | - | -- | -- | --- | --- |
| Adelaide United | 6   | 4 | 2 | 0 | 9  | 2  | 7   | 14  |
| Changchun Yatai | 6   | 3 | 3 | 0 | 10 | 3  | 7   | 12  |
| Pohang Steelers | 6   | 1 | 2 | 3 | 6  | 7  | −1  | 5   |
| Binh Duong FC   | 6   | 0 | 1 | 5 | 4  | 17 | −13 | 1   |

|               |                          |         |                    |                                                                            |
| 12 maart 2008 | Changchun Yatai          | 2 – 1   | Binh Duong FC      | Changchun City Stadium Toeschouwers: 10,000 Scheidsrechter: Ali Al Badwawi |
| 12 maart 2008 | Du Zhenyu 4' Cui Wei 70' | Verslag | Nguyễn Anh Đức 53' | Changchun City Stadium Toeschouwers: 10,000 Scheidsrechter: Ali Al Badwawi |

|               |                 |         |                                       |                                                                            |
| 12 maart 2008 | Pohang Steelers | 0 – 2   | Adelaide United                       | Steelyard Stadium, Pohang Toeschouwers: 8,436 Scheidsrechter: Mohsen Torky |
| 12 maart 2008 |                 | Verslag | Robert Cornthwaite 3' Bruce Djite 59' | Steelyard Stadium, Pohang Toeschouwers: 8,436 Scheidsrechter: Mohsen Torky |

|               |                          |         |                                                                |                                                                           |
| 19 maart 2008 | Binh Duong FC            | 1 – 4   | Pohang Steelers                                                | Go Dau Stadium Toeschouwers: 12,000 Scheidsrechter: Salem Mahmoud Mujghef |
| 19 maart 2008 | Robson De Lima 11' (pen) | Verslag | Denilson 49' (pen), 58' (pen) Kim Jae-Sung 56' Cho Hyo-Jin 64' | Go Dau Stadium Toeschouwers: 12,000 Scheidsrechter: Salem Mahmoud Mujghef |

|               |                 |       |                 |                                                                                     |
| 19 maart 2008 | Adelaide United | 0 – 0 | Changchun Yatai | Hindmarsh Stadium, Adelaide Toeschouwers: 10,510 Scheidsrechter: Hiroyoshi Takayama |
| 19 maart 2008 | Verslag         |       |                 | Hindmarsh Stadium, Adelaide Toeschouwers: 10,510 Scheidsrechter: Hiroyoshi Takayama |

|              |               |     |                 |                |
| 9 april 2008 | Binh Duong FC | 1–2 | Adelaide United | Go Dau Stadium |
| 9 april 2008 |               |     |                 | Go Dau Stadium |

|              |                 |     |                 |                        |
| 9 april 2008 | Changchun Yatai | 1–0 | Pohang Steelers | Changchun City Stadium |
| 9 april 2008 |                 |     |                 | Changchun City Stadium |

|               |                 |     |               |                             |
| 23 april 2008 | Adelaide United | 4–1 | Binh Duong FC | Hindmarsh Stadium, Adelaide |
| 23 april 2008 |                 |     |               | Hindmarsh Stadium, Adelaide |

|               |                 |     |                 |                           |
| 23 april 2008 | Pohang Steelers | 2–2 | Changchun Yatai | Steelyard Stadium, Pohang |
| 23 april 2008 |                 |     |                 | Steelyard Stadium, Pohang |

|            |               |     |                 |                |
| 7 mei 2008 | Binh Duong FC | 0–5 | Changchun Yatai | Go Dau Stadium |
| 7 mei 2008 |               |     |                 | Go Dau Stadium |

|            |                 |     |                 |                             |
| 7 mei 2008 | Adelaide United | 1–0 | Pohang Steelers | Hindmarsh Stadium, Adelaide |
| 7 mei 2008 |                 |     |                 | Hindmarsh Stadium, Adelaide |

|             |                 |     |                 |                        |
| 21 mei 2008 | Changchun Yatai | 0–0 | Adelaide United | Changchun City Stadium |
| 21 mei 2008 |                 |     |                 | Changchun City Stadium |

|             |                 |     |               |                           |
| 21 mei 2008 | Pohang Steelers | 0–0 | Binh Duong FC | Steelyard Stadium, Pohang |
| 21 mei 2008 |                 |     |               | Steelyard Stadium, Pohang |

#### Groep F
| Team               | Pld | W | D | L | GF | GA | GD  | Pts |
| ------------------ | --- | - | - | - | -- | -- | --- | --- |
| Kashima Antlers    | 6   | 5 | 0 | 1 | 28 | 3  | 25  | 15  |
| Beijing Guoan      | 6   | 4 | 0 | 2 | 14 | 9  | 5   | 12  |
| Krung Thai Bank FC | 6   | 2 | 1 | 3 | 20 | 27 | −7  | 7   |
| Nam Dinh FC        | 6   | 0 | 1 | 5 | 4  | 27 | −23 | 1   |

|               |                    |         | |                                                                                                   |
| 12 maart 2008 | Krung Thai Bank FC | 1 – 9   | Kashima Antlers                                                                                        | Chulalongkorn University Sports Stadium, Bangkok Toeschouwers: 2,000 Scheidsrechter: Muhsen Basma |
| 12 maart 2008 | Kassim Kone 64'    | Verslag | Yuzo Tashiro 15' 50' Daiki Iwamasa 21' Takuya Nozawa 34' 90+2' Marquinhos 47' 69' 71' Ryuta Sasaki 73' | Chulalongkorn University Sports Stadium, Bangkok Toeschouwers: 2,000 Scheidsrechter: Muhsen Basma |

|               |                  |         |                                                     |                                                                                |
| 12 maart 2008 | Nam Dinh FC      | 1 – 3   | Beijing Guoan                                       | My Dinh National Stadium, Hanoi Toeschouwers: 600 Scheidsrechter: Kim Dong Jin |
| 12 maart 2008 | Lê Văn Duyệt 14' | Verslag | Yan Xiangchuang 57' Du Wenhui 60' Zhang Shuai 90+1' | My Dinh National Stadium, Hanoi Toeschouwers: 600 Scheidsrechter: Kim Dong Jin |

|               |                                                                           |         |             |                                                                    |
| 19 maart 2008 | Kashima Antlers                                                           | 6 – 0   | Nam Dinh FC | Kashimastadion Toeschouwers: 7,087 Scheidsrechter: Mohamad Mansour |
| 19 maart 2008 | Masashi Motoyama 25' 48' Marquinhos 58' 67' Yuzo Tashiro 73' Danilo 90+2' | Verslag |             | Kashimastadion Toeschouwers: 7,087 Scheidsrechter: Mohamad Mansour |

|               |                                           |         |                                                     |                                                                            |
| 19 maart 2008 | Beijing Guoan                             | 4 – 2   | Krung Thai Bank FC                                  | Beijing Fengtai Stadium Toeschouwers: 14,000 Scheidsrechter: Atallah Jatli |
| 19 maart 2008 | Du Wenhui 39' 73' Walter Martínez 51' 75' | Verslag | Nantawat Thaensopa 58' Peerapong Pichitchotirat 63' | Beijing Fengtai Stadium Toeschouwers: 14,000 Scheidsrechter: Atallah Jatli |

|              |                 |     |               |                |
| 9 april 2008 | Kashima Antlers | 1–0 | Beijing Guoan | Kashimastadion |
| 9 april 2008 |                 |     |               | Kashimastadion |

|              |                    |     |             |                                                  |
| 9 april 2008 | Krung Thai Bank FC | 9–1 | Nam Dinh FC | Chulalongkorn University Sports Stadium, Bangkok |
| 9 april 2008 |                    |     |             | Chulalongkorn University Sports Stadium, Bangkok |

|               |               |     |                 |                         |
| 23 april 2008 | Beijing Guoan | 1–0 | Kashima Antlers | Beijing Fengtai Stadium |
| 23 april 2008 |               |     |                 | Beijing Fengtai Stadium |

|               |             |     |                    |                                 |
| 23 april 2008 | Nam Dinh FC | 2–2 | Krung Thai Bank FC | My Dinh National Stadium, Hanoi |
| 23 april 2008 |             |     |                    | My Dinh National Stadium, Hanoi |

|            |                 |     |                    |                |
| 7 mei 2008 | Kashima Antlers | 8–1 | Krung Thai Bank FC | Kashimastadion |
| 7 mei 2008 |                 |     |                    | Kashimastadion |

|            |               |     |             |                         |
| 7 mei 2008 | Beijing Guoan | 3–0 | Nam Dinh FC | Beijing Fengtai Stadium |
| 7 mei 2008 |               |     |             | Beijing Fengtai Stadium |

|             |                    |     |               |                                                  |
| 21 mei 2008 | Krung Thai Bank FC | 5–3 | Beijing Guoan | Chulalongkorn University Sports Stadium, Bangkok |
| 21 mei 2008 |                    |     |               | Chulalongkorn University Sports Stadium, Bangkok |

|             |             |     |                 |                                 |
| 21 mei 2008 | Nam Dinh FC | 0–4 | Kashima Antlers | My Dinh National Stadium, Hanoi |
| 21 mei 2008 |             |     |                 | My Dinh National Stadium, Hanoi |

#### Groep G
| Team              | Pld | W | D | L | GF | GA | GD | Pts |
| ----------------- | --- | - | - | - | -- | -- | -- | --- |
| Gamba Osaka       | 6   | 4 | 2 | 0 | 14 | 8  | 6  | 14  |
| Melbourne Victory | 6   | 2 | 1 | 3 | 10 | 11 | −1 | 7   |
| Chunnam Dragons   | 6   | 1 | 3 | 2 | 8  | 10 | −2 | 6   |
| Chonburi FC       | 6   | 1 | 2 | 3 | 7  | 10 | −3 | 5   |

|               |                                           |         |                 |                                                                                 |
| 12 maart 2008 | Melbourne Victory                         | 2 – 0   | Chunnam Dragons | Telstra Dome, Melbourne Toeschouwers: 23,656 Scheidsrechter: Malik Abdul Bashir |
| 12 maart 2008 | Kevin Muscat 28' (pen) Rodrigo Vargas 66' | Verslag |                 | Telstra Dome, Melbourne Toeschouwers: 23,656 Scheidsrechter: Malik Abdul Bashir |

|               |             |         |                        |                                                                            |
| 12 maart 2008 | Gamba Osaka | 1 – 1   | Chonburi FC            | Osaka Expo '70 Stadium Toeschouwers: 7,000 Scheidsrechter: Hedayat Mombeni |
| 12 maart 2008 | Lucas 90+4' | Verslag | Arthit Suntornphit 59' | Osaka Expo '70 Stadium Toeschouwers: 7,000 Scheidsrechter: Hedayat Mombeni |

|               |                                            |         |                                                                |                                                                                 |
| 19 maart 2008 | Chunnam Dragons                            | 3 – 4   | Gamba Osaka                                                    | Gwang-Yang Stadium Toeschouwers: 3,000 Scheidsrechter: Shamsuzzaman Tayeb Hasan |
| 19 maart 2008 | Victor Simões 4' Kim Tae-Su 27', 60' (pen) | Verslag | Takahiro Futagawa 30' Ryuji Bando 53' 75' Michihiro Yasuda 58' | Gwang-Yang Stadium Toeschouwers: 3,000 Scheidsrechter: Shamsuzzaman Tayeb Hasan |

|               |                                          |         |                    |                                                                                 |
| 19 maart 2008 | Chonburi FC                              | 3 – 1   | Melbourne Victory  | Suphachalasai Stadium, Bangkok Toeschouwers: 10,000 Scheidsrechter: Kadhum Auda |
| 19 maart 2008 | Ney Fabiano 45' Stephane Baga 79', 90+5' | Verslag | Daniel Allsopp 57' | Suphachalasai Stadium, Bangkok Toeschouwers: 10,000 Scheidsrechter: Kadhum Auda |

|              |                 |     |             |                    |
| 9 april 2008 | Chunnam Dragons | 1–0 | Chonburi FC | Gwang-Yang Stadium |
| 9 april 2008 |                 |     |             | Gwang-Yang Stadium |

|              |                   |     |             |                         |
| 9 april 2008 | Melbourne Victory | 3–4 | Gamba Osaka | Telstra Dome, Melbourne |
| 9 april 2008 |                   |     |             | Telstra Dome, Melbourne |

|               |             |     |                 |                                |
| 23 april 2008 | Chonburi FC | 2–2 | Chunnam Dragons | Suphachalasai Stadium, Bangkok |
| 23 april 2008 |             |     |                 | Suphachalasai Stadium, Bangkok |

|               |             |     |                   |                        |
| 23 april 2008 | Gamba Osaka | 2–0 | Melbourne Victory | Osaka Expo '70 Stadium |
| 23 april 2008 |             |     |                   | Osaka Expo '70 Stadium |

|            |                 |     |                   |                    |
| 7 mei 2008 | Chunnam Dragons | 1–1 | Melbourne Victory | Gwang-Yang Stadium |
| 7 mei 2008 |                 |     |                   | Gwang-Yang Stadium |

|            |             |     |             |                                |
| 7 mei 2008 | Chonburi FC | 0–2 | Gamba Osaka | Suphachalasai Stadium, Bangkok |
| 7 mei 2008 |             |     |             | Suphachalasai Stadium, Bangkok |

|             |                   |     |             |                         |
| 21 mei 2008 | Melbourne Victory | 3–1 | Chonburi FC | Telstra Dome, Melbourne |
| 21 mei 2008 |                   |     |             | Telstra Dome, Melbourne |

|             |             |     |                 |                        |
| 21 mei 2008 | Gamba Osaka | 1–1 | Chunnam Dragons | Osaka Expo '70 Stadium |
| 21 mei 2008 |             |     |                 | Osaka Expo '70 Stadium |

### Kwart finale
De heenwedstrijden werden op 17 september gespeeld, de terugwedstrijden op 24 september.
| Team 1          | Tot. | Team 2             | 1e wedstr. | 2e wedstr. |
| --------------- | ---- | ------------------ | ---------- | ---------- |
| Al-Karamah Homs | 1–4  | Gamba Osaka        | 1–2        | 0–2        |
| Qadsia SC       | 3–4  | Urawa Red Diamonds | 3–2        | 0–2        |
| Kashima Antlers | 1–2  | Adelaide United    | 1–1        | 0–1        |
| Saipa FC        | 3–7  | Bunyodkor Tasjkent | 2–2        | 1–5        |

### Halve finales
De heenwedstrijden werden op 8 oktober gespeeld, de terugwedstrijden op 22 oktober.
| Team 1          | Tot. | Team 2             | 1e wedstr. | 2e wedstr. |
| --------------- | ---- | ------------------ | ---------- | ---------- |
| Gamba Osaka     | 4-2  | Urawa Red Diamonds | 1-1        | 3-1        |
| Adelaide United | 3-1  | Bunyodkor Tasjkent | 3-0        | 0-1        |

### Finale
De heenwedstrijd werd op 5 november gespeeld, de terugwedstrijd op 12 november.
| Team 1      | Tot. | Team 2          | 1e wedstr. | 2e wedstr. |
| ----------- | ---- | --------------- | ---------- | ---------- |
| Gamba Osaka | 5-0  | Adelaide United | 3-0        | 2-0        |

|                             |                               |         |                 |                                                                                       |
| 5 november 2008 19:00 UTC+9 | Gamba Osaka                   | 3 – 0   | Adelaide United | Osaka Expo '70 Stadium, Osaka Toeschouwers: 20.639 Scheidsrechter: Malik Abdul Bashir |
| 5 november 2008 19:00 UTC+9 | Lucas 37' Endo 43' Yasuda 68' | Verslag |                 | Osaka Expo '70 Stadium, Osaka Toeschouwers: 20.639 Scheidsrechter: Malik Abdul Bashir |

|                                  |                 |              |             |                                                                                         |
| 12 november 2008 19.30 UTC+10:30 | Adelaide United | 0 – 2        | Gamba Osaka | Hindmarsh Stadium, Adelaide Toeschouwers: 17.000 Scheidsrechter: Mohd Salleh Subkhiddin |
| 12 november 2008 19.30 UTC+10:30 |                 | Lucas 4' 15' |             | Hindmarsh Stadium, Adelaide Toeschouwers: 17.000 Scheidsrechter: Mohd Salleh Subkhiddin |